# ジョゼフ・テイラー
ジョゼフ・テイラー（Joseph Hooton Taylor, Jr.、1941年3月29日 - ）はアメリカ合衆国の宇宙物理学者である。1993年、 ラッセル・ハルスと「重力研究の新しい可能性を開いた新型連星パルサーの発見」の功績によりノーベル物理学賞を受賞した。ハルスと発見した連星パルサーは中性子星が連星を構成し、重力波を放出することにより、エネルギーを失い公転周期が短くなっていくことを示していると考えられるものである。アインシュタインの予測した重力波の存在を間接的に証明するものであった。

## 生涯
フィラデルフィアに生まれた。ハーバード大学で学位をとり、ハーバード大学で研究した後、マサチューセッツ大学の天文学の教授となり 5大学電波天文台（FCRAO： Five College Radio Astronomy Observatory）の副所長となった。その頃、ケンブリッジ大学のジョスリン・ベルらによっての最初のパルサーが発見された。テイラーもアメリカ国立電波天文台でパルサーの探索を始め、ケンブリッジ大学以外で最初にパルサーを発見した。1974年、ハルスとともにアレシボ天文台で連星パルサーPSR B1913+16を発見した。この連星パルサーは中性子星が強力な重力場に他の天体を捕えてその天体のガスが吸い寄せることによって高エネルギーガスを作り出す「リサイクルドパルサー」の最初の発見である。また、連星の公転周期がだんだん短くなっていることから、連星が重力波を放出によりエネルギーを失うという、アインシュタインが予測した重力波の存在を、間接的に証明するものとなった。テイラーは1980年プリンストン大学に移り Distinguished Professor となった。1993年、ハルスと共にノーベル物理学賞を受賞した。

## アマチュア無線家として
ジョゼフ・テイラーはティーンエイジャーの頃にアマチュア無線免許を取得し、それがきっかけとなって電波天文学に興味を持つようになった。現在はK1JT他のコールサインを持っている。
ジョゼフ・テイラーはアマチュア無線の微弱信号通信の分野でよく知られており、2010年4月にはアレシボ天文台の電波望遠鏡を用いて世界中のアマチュア無線局と、音声、モールス通信、デジタル通信による月面反射通信の運用を行ったことが特筆される。
アマチュア無線の領域で独自のコンピュータプログラムや通信プロトコルを開発している。例えばWSJT("Weak Signal/Joe Taylor"、微弱信号/ジョー・テイラー)と名付けられた通信プロトコルソフトウェアパッケージでは、無線通信機とコンピュータで生成された通信用信号とを利用して微弱な出力電力による他のアマチュア無線局との遠距離通信を可能とした。WSJTは月面反射通信や流星散乱通信など通常用いられていない伝播経路を利用する特殊な無線通信を含む、信号対雑音比の低い通信経路を介して短い通信内容を伝達するのに有効である。また 低出力通信 を用いて通常は困難な極端な遠距離間の通信を試みる際にも有用である。

## 受賞歴
- ハイネマン賞天体物理学部門 (1980年）
- ヘンリー・ドレイパー・メダル（1985年）
- アインシュタイン賞 (1991年)
- ジョン・カーティー賞 (1991年)
- ウルフ賞物理学部門 (1992年）
- ノーベル物理学賞 (1993年）
- カール・シュヴァルツシルト・メダル（1997年）
- Tomalla Foundation Prize
- Magellanic Premium